# Руис Эрнандес, Генри
Ге́нри Ильдефо́нсо Ру́ис Эрна́ндес (исп. Henry Ildefonso Ruiz Hernandez, партизанский псевдоним Модесто (исп. Modesto), род. 24 сентября 1944 года, Хинотега, Никарагуа) — никарагуанский политический и военный деятель, член Национального руководства Сандинистского фронта национального освобождения в Никарагуа. Министр планирования в 1979—1985 годах, министр внешнеэкономического сотрудничества в 1985 — 1990 годах. Команданте революции.

## Биография
Генри (Хенри) Ильдефонсо Руис Эрнандес родился 24 сентября 1944 года в городе Хинотега, (Никарагуа) в семье плотника и крестьянки-домохозяйки, один из 8 братьев. После окончания начальной школы как лучший ученик получил национальную стипендию президента Луиса Сомосы Дебайле для продолжения образования.
В 1965 году вступил в Никарагуанскую социалистическую партию (коммунистическую партию) и в 1966 году по кубинскому паспорту поступил на учебу на физико-математический факультет Университета дружбы народов имени Патриса Лумумбы в Москве (СССР). Бросил учебу из-за несогласия с официальной линией КПСС, не поддержавшей теории партизанской борьбы Эрнесто Че Гевары. Генри Руис, считавший, что проблемы Латинской Америки можно будет решить путём немедленной вооруженной борьбы левых сил, направленной на захват власти, выехал на Кубу, где прошел курс военного обучения для партизанской войны.

## Партизанская борьба
В 1967 году Руис вступил в Сандинистский фронт национального освобождения Никарагуа и был переброшен на родину, однако уже после того, как партизанская борьба СФНО в Панкасане потерпела поражение. В 1968 году Генри Руис проходил годичную военную подготовку на Кубе. В том же году принял участие в совещаниях руководства СФНО в Коста-Рике, на которых было принято решение ориентироваться в дальнейшей деятельности на опыт Коммунистических партий Китая и Вьетнама, которые, вопреки теории марксизма-ленинизма, опирались на сельское население, как на ведущую революционную силу. После этих совещаний в 1969 году СФНО принял доктрину «длительной народной войны» (исп. Guerra popular prolongada, GPP). Руис поддержал эту доктрину и её главных сторонников — лидера СФНО Карлоса Фонсеку, Томаса Борхе и Байардо Арсе др. В январе 1969 года Томаса Борхе и Генри Руиса за контрабанду оружия арестовывают на границе власти Коста-Рики. Однако их не выдают властям Никарагуа, а депортируют в Колумбию, затем  в Перу и, наконец, в Мексику, куда они прибыли в 1970 году. .
С 1970 года живёт в эмиграции, посещает Северный Вьетнам, проходит военное обучение в лагерях Организации Освобождения Палестины на Ближнем Востоке. В 1971 году нелегально возвращается в Никарагуа, и занимается организацией партизанских отрядов в сельских районах. В 1974 году партизанское движение под руководством Руиса и Карлоса Агуэро достигло такого размаха, что президент Никарагуа Анастасио Сомосы ввёл в стране чрезвычайное положение и военно-полевые суды. Подготовка и грамотное ведение боевых действий позволили ему выделиться среди многих партизанских командиров.
После того, как Томас Борхе был арестован, а Карлос Фонсека и Карлос Агуэро погибли, Генри Руис остался единственным военным и политическим руководителем группировки «Длительная народная война» после раскола СФНО на три фракции. Руис с партизанской колонной «Пабло Убеда» продолжал борьбу в горах Никарагуа.
С 7 марта 1979 года — один из 9 членов объединенного национального руководства Сандинистского фронта национального освобождения.
Принимал участие в совещании Объединенного национального руководства СФНО 11 июля 1979 года, когда рассматривалась программа дальнейших действий в канун падения режима Сомосы. Когда пала диктатура Сомосы, отряды Генри Руиса выступили 18 июля из Боако и ранним утром 19 июля вошли в столицу страны Манагуа.

Самый скромный, упрямый, братский и честный партизанский лидер.
— Томас Борхе

## После победы
В августе 1979 года был отправлен в поездку за рубеж в поисках экономической поддержки нового режима и «заключения технических соглашений». Он посетил СССР, Болгарию, Ливию и Алжир.
В декабре 1979 года занял пост министра планирования во Временном демократическом правительстве национального возрождения Никарагуа. В сентябре 1980 года он также вошел в Государственную комиссию по контролю за ходом сандинистской революции. Также был ответственным за национальную программу переселения индейцев мискито.
Был членом делегации революционной Никарагуа, посетившей СССР 17 — 22 марта 1980 года. В её составе посетил мавзолей Ленина, совершил поездку в Ленинград. Он входит также в состав второй делегации, посетившей Москву уже через полгода, 26 — 30 ноября 1980 года. Руис также сопровождал в СССР Даниэля Ортегу во время его первого визита в Москву 4 — 9 мая 1982 года. Считалось, что Генри Руис, несмотря на прежние юношеские расхождения, был самым последовательным сторонником линии Советского Союза в Национальной руководстве СФНО.
С 10 января 1985 года по 25 апреля 1990 года — министр внешнеэкономического сотрудничества в правительстве Даниэля Ортеги.
Когда в 1990 году сандинисты проиграли всеобщие выборы, оставил пост министра и перешёл в оппозицию вместе со своей партией. Был назначен казначеем СФНО.
После заключения соглашения СФНО с правоцентристской Либерально-конституционной партией в 1999 г., фактически разделившей между этими двумя партиями госаппарат, сферы власти и влияния, ряда политических и идеологических уступок правым, перешёл в оппозицию к Даниэлю Ортеге, обвинив его в предательстве революционных идеалов (в чём того ещё ранее упрекало Движение сандинистского обновления).
В марте 2012 г. создал Республиканское патриотическое движение (РПД, Movimiento Patriótico Republicano). К нему присоединились силы, покинувшие СФНО ещё в 1984 году (бывший член руководства СФНО Моисес Хассан Моралес и его Движение революционного единства).
Был женат, в разводе, имеет 7 детей.